# 울산광역시상수도사업본부
울산광역시 상수도사업본부(蔚山廣域市 上水道事業本部)는 울산광역시 관내의 수돗물 공급과 급수서비스 향상, 상수도사업의 공공성과 전문성을 높이기 위해 울산광역시청 산하에 설치된 사업소이다.
본부장은 지방부이사관으로 보한다.

## 연혁
- 1997년 7월 15일 울산광역시 상수도사업본부 설치

## 조직
- 경영부
- 급수부
- 시설관리부

### 산하 기관
수질연구소장은 지방환경연구관이나 지방보건연구관으로 보한다.
| 명칭           | 사진 | 주소                         | 관할구역   |
| -------------- | ---- | ---------------------------- | ---------- |
| 회야정수사업소 |      | 울주군 청량읍 대복동천로 797 | 울산광역시 |
| 천상정수사업소 |      | 울주군 범서읍 당앞로 14-50   | 울산광역시 |
| 수질연구소     |      | 울주군 청량읍 양동1길 18     | 울산광역시 |
| 중부사업소     |      | 중구 종가로 362-12           | 울산광역시 |
| 남부사업소     |      | 남구 봉월로 137              | 울산광역시 |
| 동부사업소     |      | 동구 방어진순환도로 541-1    | 울산광역시 |
| 북부사업소     |      | 북구 오치골3길 16            | 울산광역시 |
| 울주사업소     |      | 울주군 청량읍 군청2길 12     | 울산광역시 |